# Microrregión del Seridó Oriental Paraibano
La microrregión del Seridó Oriental Paraibano es una de las microrregiones del estado brasileño de Paraíba perteneciente a la mesorregión Borborema. Su población fue estimada en 2006 por el IBGE en 70.892 habitantes y está dividida en nueve municipios. Posee un área total de 2.608,719 km².

## Municipios
- Baraúna
- Cubati
- Frei Martinho
- Juazeirinho
- Nova Palmeira
- Pedra Lavrada
- Picuí
- Seridó
- Tenório

- Datos: Q2544736